# Байерли, Джон
Джон Росс Байерли (англ. John Ross Beyrle; род. 11 февраля 1954, Маскигон, Мичиган, США) — кадровый сотрудник дипломатического корпуса Государственного департамента США и специалист по России и Восточной Европе. В 2008—2011 годах — посол США в Российской Федерации. Посол США в Болгарии (2005—2008). Председатель Совета директоров Американо-российского фонда по экономическому и правовому развитию.

## Биография
Его отец, Джозеф Байерли, был заслуженным ветераном Второй мировой войны и одним из всего двоих солдат этой войны, которые служили в двух армиях — армии США и Красной армии (другим таким солдатом был Владимир Куц).

### Образование
- Окончил Университет Гранд-Валли со степенью бакалавра.
- Окончил Национальный военный колледж США со степенью магистра.

- Учился в Ленинградском университете в середине 1970-х годов.

### Карьера
По окончании университета работал гидом со знанием русского языка на нескольких крупных выставках, которые проходили в Советском Союзе в рамках программ культурного обмена при активном участии Информационного агентства США.
В 1983 году поступил на работу в Государственный департамент США.
1983—1985 годы — сотрудник политического отдела посольства США в Москве.
1985—1987 годы — сотрудник политического отдела посольства США в Болгарии.
Занимал должности советника по политическим и экономическим делам в посольстве США в Праге, члена делегации США на переговорах в Вене по Договору об обычных вооружённых силах в Европе.
1993—1995 годы — и. о. специального консультанта Государственного секретаря по бывшим республикам СССР, директор по делам России, Украины и Евразии в Совете национальной безопасности.
Работал кадровым офицером Государственных секретарей Джорджа Шульца и Джеймса Бейкера, а также консультанта по внешней политике сенатора США Пола Саймона.
2003—2005 годы — заместитель посла США в Москве.

### Посол в Болгарии
С 8 сентября 2005 года по 25 июня 2008 года — посол США в Болгарии. За это время было подписано соглашение между правительствами Болгарии и США о сотрудничестве в области обороны, позволяющее тренировать американских солдат на территории Болгарии, была закрыта программа американской помощи Болгарии Агентством США по международному развитию. В нескольких публичных выступлениях призывал болгарское правительство вступить в борьбу с организованной преступностью и коррупцией. В 2007 году вместе с послом Болгарии в США Еленой Поптодоровой совершил турне по нескольким городам Соединённых Штатов с целью привлечения американского бизнеса к инвестированию в Болгарию.
В целом, болгарская пресса благоволила послу Байерли потому, что он говорил и давал интервью на болгарском языке. Ежедневная газета «Стандарт» писала: «Впервые он заговорил свободно на болгарском языке, когда разъяснял, почему Соединённые Штаты беспокоятся об организованной преступности и коррупции в Болгарии».
Перед отъездом из Болгарии, посол Байерли получил от Президента Болгарии Георгия Пырванова орден «Стара планина» — высшую награду болгарского государства — за свой вклад в американо-болгарские отношения.
В феврале 2008 года Белый дом назначил послом США в Болгарии Нэнси Мак-Элдауни.

### Посол в Российской Федерации (с 2008 года)

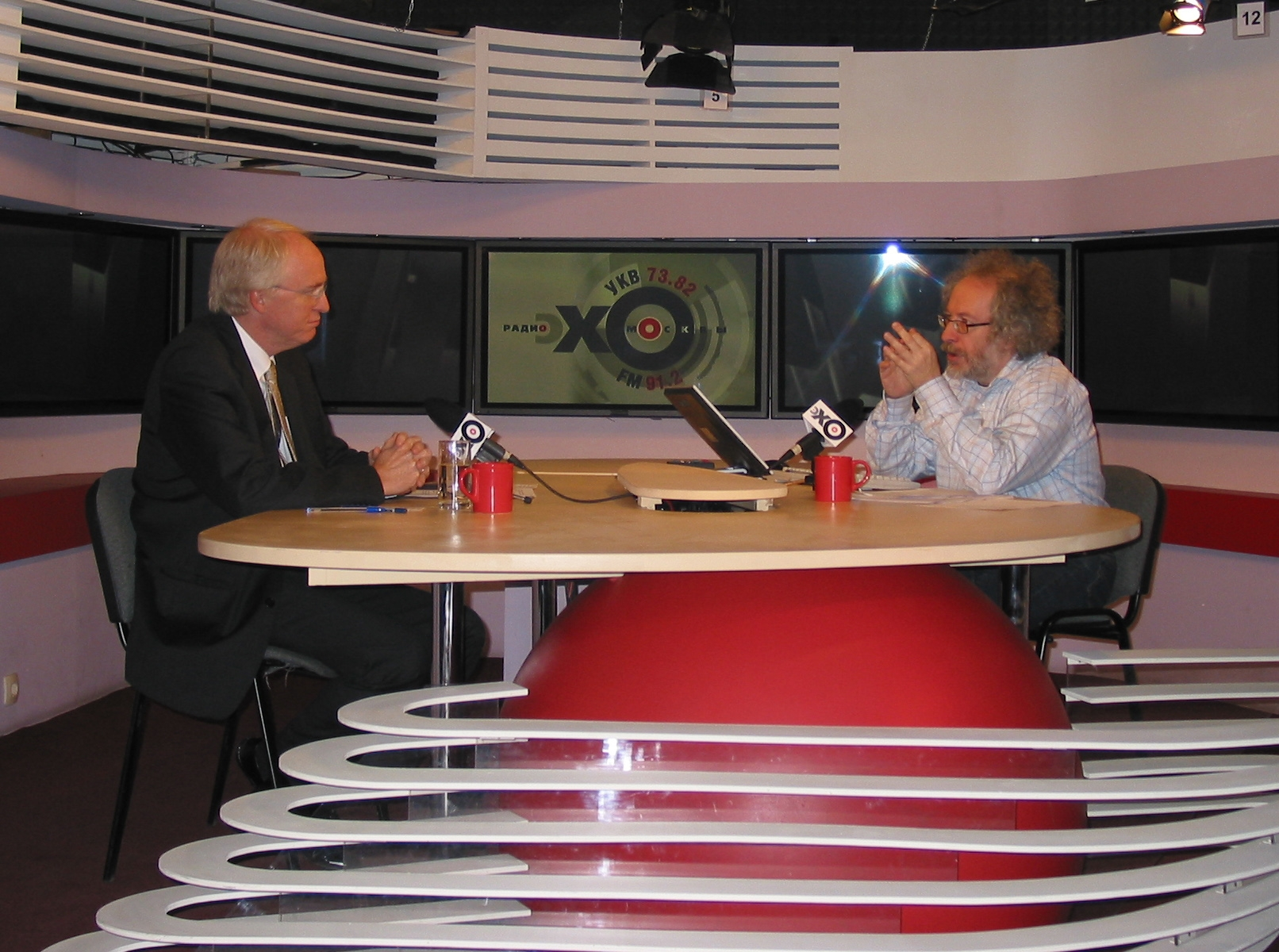
Посол Байерли дает интервью на радио «Эхо Москвы». 11 сентября 2008 г.

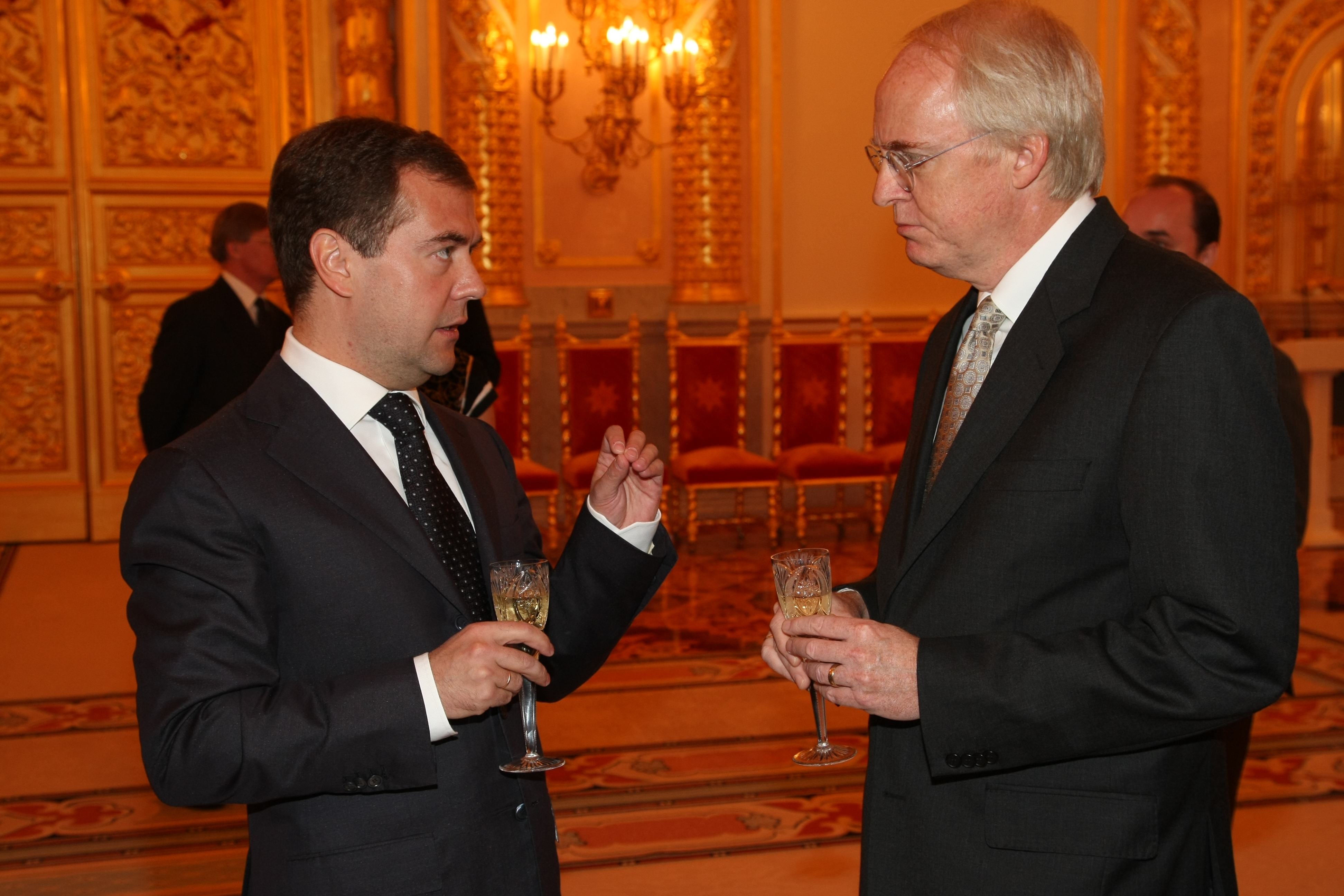
Джон Байерли и Дмитрий Медведев беседуют после передачи послом верительных грамот. 18 сентября, 2008 г.

Посол Байерли прибыл в Москву 3 июля 2008 года. Приняв участие в приёме, устроенном в Спасо-хаусе в честь Дня независимости 4 июля, он вернулся в США для консультаций. Возвратившись в Москву в августе 2008 года, вскоре после краткосрочной войны в Грузии 2008 года, он сразу же провёл несколько встреч с представителями российского правительства. В своем интервью радиостанции «Эхо Москвы» 11 сентября он отметил, что Соединённые Штаты пытались убедить правительство Грузии не отвечать на провокации и не посылать войска в Южную Осетию. Он также подверг критике действия России в Грузии, в особенности, быстрое признание независимости Южной Осетии и Абхазии.

Он, в частности, сказал: 
«Самый важный шаг — это просто чтобы каналы диалога остались открытыми. Мы готовы к этому, мы видим, что и российская сторона готова к этому, потому что всегда будут моменты, когда наши мировоззрения, может быть, не совпадают. Но именно в эти моменты, когда есть сильные моменты несоприкосновения, особенно в эти моменты нужно вести диалог, нужно говорить, нужно хорошо слушать и слышать мнение собеседника, потому что без этого возможны всяческие недоразумения очень опасные.»
18 сентября 2008 года на торжественной церемонии в Кремле посол Байерли официально вручил свои верительные грамоты Президенту Российской Федерации Дмитрию Медведеву.
29 октября 2010 года Джон Байерли устроил приём в «ознаменование 75-й годовщины бала в Спасо-хаусе, который вдохновил Михаила Булгакова» на создание Бала Сатаны в романе «Мастер и Маргарита». Масштабы мероприятия, по отзывам российской прессы, были значительно более скромными: вместо живых птиц — бумажные и тряпичные, вместо «бассейна с шампанским» [организаторы и гости Фестиваля весны его не упоминают] — «маленькое настольное корытце с пенной струйкой». В отличие от бала 1935 года, когда требовались фраки или чёрные пиджаки, в этот раз гости были оповещены, что желательна военная форма или одежда в стиле 1930-х. Гости оставили без внимания просьбу организаторов об одежде.